# Lampre-NGC/2009
Deze pagina geeft een overzicht van de wielerploeg Lampre-NGC in 2009.

## Algemeen
Sponsor: Lampre, NGC Medical
Algemeen manager: Giuseppe Saronni
Ploegleiders: Guido Bontempi, Fabrizio Bontempi, Giuseppe Martinelli, Maurizio Piovani, Bruno Vicino
Fietsmerk: Wilier Triestina
Materiaal en banden: Campagnolo, Vittoria

## Renners
| Naam                | Geboortedatum | Nationaliteit | Ploeg 2008          |
| ------------------- | ------------- | ------------- | ------------------- |
| Alessandro Ballan   | 06-11-1979    | Italië        |                     |
| Marco Bandiera      | 12-06-1984    | Italië        |                     |
| Emanuele Bindi      | 07-10-1981    | Italië        |                     |
| Vitali Boets        | 24-10-1986    | Oekraïne      | beloften            |
| Matteo Bono         | 11-11-1983    | Italië        |                     |
| Paolo Bossoni       | 02-07-1976    | Italië        |                     |
| Marzio Bruseghin    | 15-06-1974    | Italië        |                     |
| Pietro Caucchioli   | 28-08-1975    | Italië        | Crédit Agricole     |
| Damiano Cunego      | 19-09-1982    | Italië        |                     |
| Mauro Da Dalto      | 08-04-1981    | Italië        | Liquigas            |
| Angelo Furlan       | 22-06-1977    | Italië        | Crédit Agricole     |
| Enrico Gasparotto   | 22-03-1982    | Italië        | Team Barloworld     |
| Francesco Gavazzi   | 01-08-1984    | Italië        |                     |
| Andrea Grendene     | 04-07-1986    | Italië        | beloften            |
| David Loosli        | 08-05-1980    | Zwitserland   |                     |
| Mirco Lorenzetto    | 19-07-1981    | Italië        |                     |
| Marco Marzano       | 10-06-1980    | Italië        |                     |
| Manuele Mori        | 09-08-1980    | Italië        | Scott-American Beef |
| Massimiliano Mori   | 08-01-1974    | Italië        |                     |
| Simone Ponzi        | 17-01-1987    | Italië        | beloften            |
| Mauro Santambrogio  | 07-09-1984    | Italië        |                     |
| Marcin Sapa         | 10-02-1976    | Polen         | DHL-Author          |
| Simon Špilak        | 23-06-1986    | Slovenië      |                     |
| Paolo Tiralongo     | 05-07-1977    | Italië        |                     |
| Francesco Tomei     | 19-05-1985    | Italië        | CSF Group Navigare  |
| Volodymyr Zagorodni | 27-06-1981    | Oekraïne      | NGC-OTC             |

## Belangrijke overwinningen
| Ronde van Sardinië 1e etappe: Mirco Lorenzetto 2e etappe: Mirco Lorenzetto Ronde van Friuli winnaar: Mirco Lorenzetto Internationale Wielerweek 3e etappe: Damiano Cunego 4e etappe: Damiano Cunego Eindklassement: Damiano Cunego | Critérium du Dauphiné Libéré 2009 2e etappe: Angelo Furlan Ronde van Slovenië 3e etappe: Simon Špilak Ronde van Polen 2e etappe: Angelo Furlan 5e etappe: Alessandro Ballan Eindklassement: Alessandro Ballan | Ronde van Spanje 2009 8e etappe: Damiano Cunego 14e etappe: Damiano Cunego |

Mannen:1991 · 1992 · 1993 · 1994 · 1995 · 1996 · 1997-1998 · 1999 · 2000 · 2001 · 2002 · 2003 · 2004 · 2005 · 2006 · 2007 · 2008 · 2009 · 2010 · 2011 · 2012 · 2013 · 2014 · 2015 · 2016 · 2017 · 2018 · 2019 · 2020 · 2021 · 2022 · 2023 · 2024 · 2025
Vrouwen:2022 · 2023 · 2024 · 2025
AG2R-La Mondiale · Astana · Bbox-Bouygues Telecom/2009 · Caisse d'Epargne · Cofidis · Team Columbia · Team CSC Saxo Bank · Euskaltel-Euskadi · Française des Jeux · Fuji-Servetto · Garmin-Chipotle · Katjoesja · Lampre-NGC · Liquigas · Team Milram · Quick·Step · Rabobank · Silence-Lotto